# Erax barbatus
Erax barbatus är en tvåvingeart som beskrevs av Giovanni Antonio Scopoli 1763. Erax barbatus ingår i släktet Erax och familjen rovflugor. Arten har ej påträffats i Sverige. Inga underarter finns listade i Catalogue of Life.